# Кузьмин, Владимир Борисович
Влади́мир Бори́сович Кузьми́н (род. 31 мая 1955, Москва, СССР) — советский и российский певец, автор-исполнитель, композитор, поэт-песенник, гитарист, мультиинструменталист, рок-музыкант, звукорежиссёр и автор песен. Один из основателей и лидеров группы «Карнавал», лидер группы «Динамик». Народный артист Российской Федерации (2011).

## Биография

### Детство и юность
Родился 31 мая 1955 года в Москве. Его отец — офицер морской пехоты Борис Григорьевич Кузьмин (1928—2013), мать — преподавательница иностранных языков Наталья Ивановна Кузьмина (1930—2001). Вскоре после рождения Владимира его отца перевели по службе в Белоруссию, затем в Прибалтику и в 1967 году на Северный флот в гарнизон Спутник Мурманской области.
В первый класс пошёл в 1962 году в гарнизоне Быхов (Белоруссия). В книге почётных гостей школы есть его собственноручная запись, обращённая в далёкое детство. Володя учился в школе № 5 посёлка Печенга Мурманской области, был отличником, с детства увлекался музыкой, учился в музыкальной школе по классу скрипки. С пяти лет играет на электрогитаре. Первую песню написал в шесть лет. Учась в шестом классе, организовал свою первую группу, с которой на концертах и школьных вечерах исполнял собственные песни и композиции на песни (?) The Beatles, The Rolling Stones и других групп.
После окончания школы, поступил в Мурманское музыкальное училище, с первого курса которого был отчислен. После, в 1972 году, поступил в Московский институт инженеров железнодорожного транспорта, со второго курса которого тоже был отчислен.
С 1978 по 1983 учился (заочно) на духовом отделении Днепропетровского музыкального училища имени Глинки по классу флейты у Сергея Дмитриевича Пятова (ныне — главного дирижёра оркестра цирка, солиста камерного оркестра «Времена года» имени Гарри Логвина). Несмотря на то, что Кузьмин начал обучение на флейте с нуля, скоро он обогнал своих однокурсников, а для госэкзамена выбрал самые трудные вещи — «Сюиту № 2» Баха, «Поэму» Жанны Колодуб и «Полёт Шмеля» Римского-Корсакова. И отыграл так, что в характеристике, подписанной председателем госкомиссии, профессором Ленинградской консерватории Александром Юрьевым, значилось: «Учащийся показал достаточно глубокое понимание стиля композитора, хорошее владение инструментом. Обладает красивым звуком, отличной интонацией, хорошим „баховским“ штрихом, уверенной чистой техникой пальцев… Оценка — пять».
Учился в МИИТе на одном курсе с Крисом Кельми, Михаилом Харитом и Владимиром Слуцкером.

### Вокально-инструментальный ансамбль «Надежда»
Основатель и художественный руководитель вокально-инструментального ансамбля «Надежда» Миша Плоткин вспоминал о появлении Кузьмина в ансамбле в 1976 году: «…Пришёл на прослушивание на базу, в ДК троллейбусного парка на Лесной. Сыграл на гитаре, на скрипке, на флейте. Всеми инструментами владел очень прилично. Как такого не взять?» Клавишник и вокалист Евгений Печёнов вспоминал, что Кузьмина привёл в ансамбль муж Людмилы Барыкиной Олег (Алик) Петров, который всем рассказывал, что «у него есть приятель — чумовой гитарист». Сам Печёнов говорил о Кузьмине, что «так на гитаре тогда никто не играл. Очень своеобразная манера». Кузьмин пришёл в «Надежду» при ещё работавшем там гитаристе Вячеславе Семёнове, который воспоминал затем о Кузьмине: «Он был роковый человек, продвинутый, со всеми такого рода примочками. Тогда он не пел, но своей игрой вносил какую-то свежесть в музыку ансамбля „Надежда“».
В ВИА «Надежда» впервые начали публично исполняться песни Владимира Кузьмина. В тот период вместе с «Надеждой» выступал с несколькими сольными номерами певец Игорь Иванов, который в том числе пел песню Кузьмина «Не уезжай». Миша Плоткин говорил, что включение кузьминской песни в репертуар ансамбля «было большой смелостью в 70-е годы. Причём, я придумал интересный ход. В концерте её исполнял Игорь Иванов, а потом в „концерте после концерта“, я предлагал зрителям назвать песню, которую мы исполним на бис. Обычно публика кричала — „Не уезжай“. И я представлял нового солиста — Колю Носкова, который и исполнял эту песню. И непонятно было, чьё исполнение интересней…»
Николай Носков, который работал в «Надежде» всего около полугода, вспоминал спустя десятилетия об этом исполнении (хотя и не мог вспомнить название песни): «Миша Плоткин — ему можно сказать огромное спасибо за это, — он всё-таки музыкантам давал выразиться: Вовка Кузьмин писал какие-то песни, приносил и Миша их брал. Я пел песню Вовки Кузьмина!» После ухода Николая Носкова из ансамбля песня полностью перешла к Игорю Иванову.

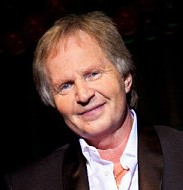
Игорь Иванов. 2013

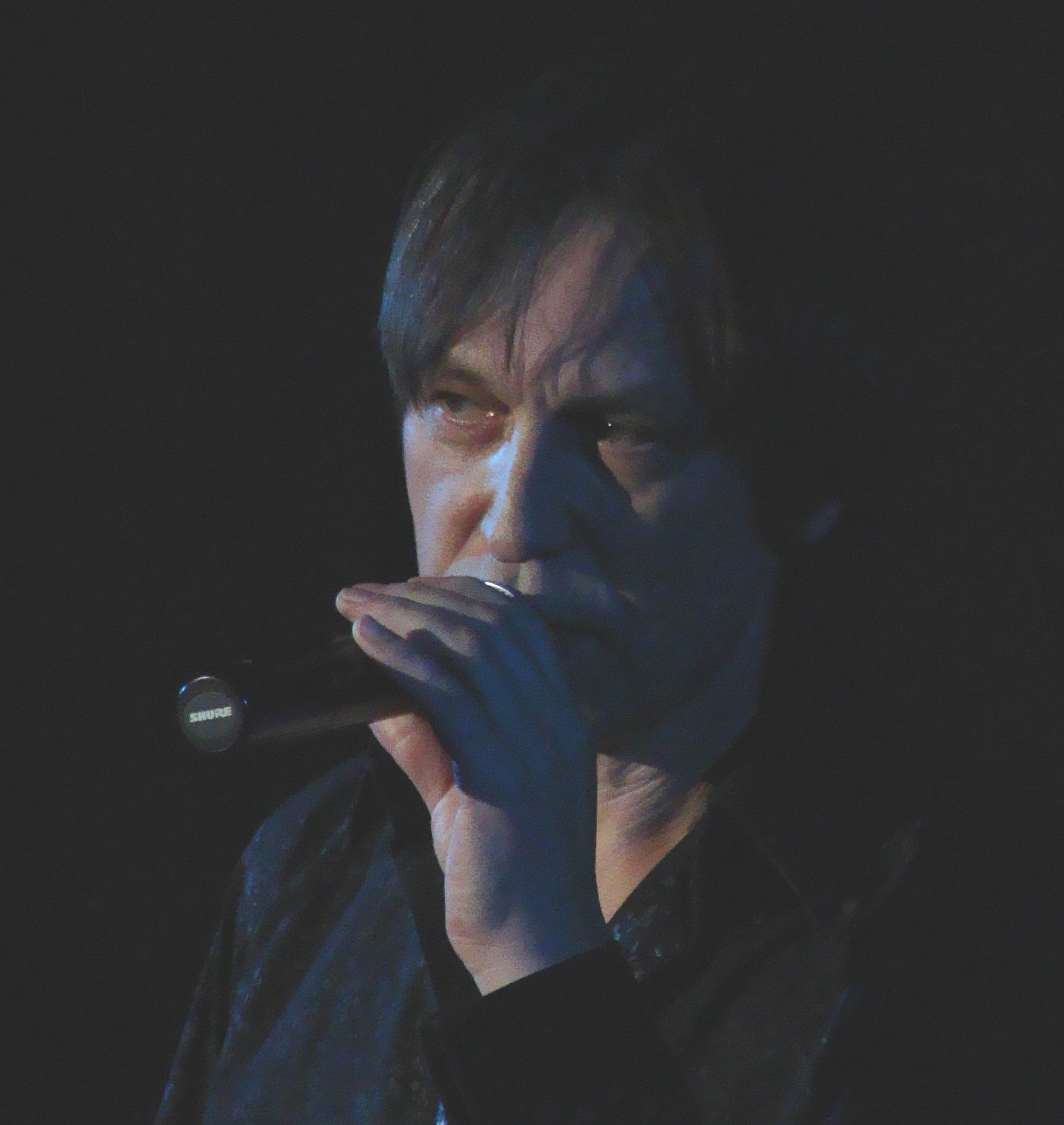
Николай Носков. 2009

По утверждению Игоря Иванова, инструменталист Кузьмин начал петь с его подачи:
Как-то, будучи на гастролях, смотрю — Володя чего-то напевает. Я послушал, говорю: «Вова, у тебя же тембр, как у Santa Esmeralda!» Он сделал удивлённые глаза — не слышал. Я ему дал послушать кассету, он послушал и через какое-то время запел, так мы услышали его и как вокалиста. Он-то, может, это уже не помнит.
Кузьмин хотел петь сольно и с этой целью записал «Яростный стройотряд» Александры Пахмутовой и Николая Добронравова — записал, по словам вокалиста ансамбля Алексея Кондакова, «в своей манере, <…> нервно-отрывисто, как он всегда и поёт». На запись песни в Дом звукозаписи пришли Пахмутова с Добронравовым, и Пахмутовой кузьминское исполнение понравилось: «А вы знаете, в этом что-то есть!» Но Плоткин по отношению к кузьминскому вокалу был непреклонен — «Да ты что?! Разве так можно петь?!» — и, как правило, не допускал Кузьмина дальше бэк-вокала. Кондаков определял принципиальное отличие преобладающего в этой музыкальной среде вокала, в том числе собственного, от кузьминского: «Мы же пели все в вокально-инструментальной манере, а Вован дал индивидуальную манеру». Тем не менее, как минимум одно концертное исполнение Кузьминым «Яростного стройотряда» весной или летом 1978 года в Куйбышеве зафиксировано Евгением Печёновым, который тогда служил в Советской армии и пришёл на концерт «Надежды» как обычный зритель:
Я был в зале. Ребята вытащили меня на сцену, предлагали даже спеть что-нибудь. Но я отказался. <…> На первом концерте ансамбль исполнял «Яростный стройотряд» Пахмутовой. Её я ещё аранжировал. И солировал Володя Кузьмин, в своей манере. После концерта выпили, пообщались. Я и высказал Володе, что не надо петь эту песню. На следующий день я снова пришёл на их концерт. Смотрю, «Яростный стройотряд» поют уже все вместе.
Евгений Печёнов вспоминал, что группировок как таковых в ВИА «Надежда» не было — «дудки между собой тусовались. Я с Шабиными поначалу, потом с Кузьминым…»

### Вокально-инструментальный ансамбль «Самоцветы»
Потом перешёл в «ВИА Самоцветы», где работал почти год.

### Рок-группа «Карнавал» (1979—1982)
В 1979 году, вместе с Александром Барыкиным, Владимир Кузьмин собрал первый состав группы «Карнавал», которая добилась большой популярности в Москве.

### Рок-группа «Динамик» (1982—1985)
Участвовал в первом и втором составах группы «Динамик». В 1985 году группой был выпущен альбом «Музыка телеграфных проводов». По неизвестным причинам альбом был запрещён в СССР и на данный момент сохранился только в оцифровке с катушечных записей. Впрочем, несколько песен с него переиздавались в антологиях группы «Динамик» и Кузьмина.

### Сотрудничество с Аллой Пугачёвой (1986—1987)

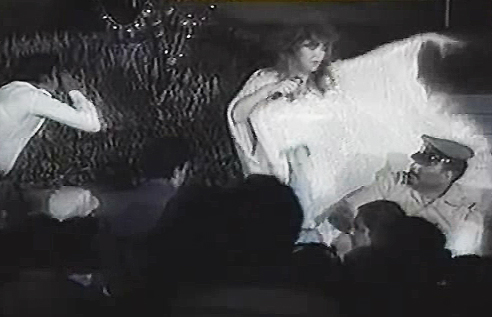
Алла Пугачёва в Индии. 1987

Много лет Владимир Кузьмин сотрудничал с Аллой Пугачёвой. В начале 1986 года состоялась премьера песни Игоря Николаева «Две звезды», которую Пугачёва и Кузьмин исполнили дуэтом. Песня быстро стала популярной, и вскоре Кузьмин стал вокалистом и гитаристом группы «Рецитал», аккомпанировавшей Пугачёвой. В 1986 году он впервые вышел с ней в финал Всесоюзного телевизионного фестиваля «Песня-86»; в феврале 1987 года с ней же выступил на фестивале итальянской песни в Сан-Ремо; на протяжении 1986—1987 годов состоялся ряд совместных гастролей Пугачёвой и Кузьмина как в СССР, так и за рубежом (в Швеции, Финляндии, Дании, ФРГ, Швейцарии и других странах). В мае 1986 года Кузьмин и Пугачёва приняли участие в концерте в поддержку ликвидаторов аварии на Чернобыльской АЭС, а в сентябре того же года дали совместный концерт в посёлке вахтовиков Зелёный мыс недалеко от Припяти и аварийного реактора.
Кузьмин писал для Аллы Пугачёвой песни. В конце 1986 года они записали совместный сплит-альбом «Он, она и дождь», который должен был выйти в 1987 году. Однако своевременно альбом так и не вышел, поскольку Кузьмин и Пугачёва резко прекратили сотрудничество. Часть материала (песни в исполнении Кузьмина) вошла в альбом «Ромео и Джульетта», а полностью идея была реализована лишь спустя 10 лет, в 1997 году в альбоме «Две звезды».
В 1987 году фирма «Мелодия» выпустила первый сольный альбом Владимира Кузьмина «Моя любовь».

### Кузьмин и группа «Динамик» (1987—1992)
В марте 1987 года Кузьмин собрал новый состав группы «Динамик»: Александр Степаненко (саксофон; экс-«Браво»), Валентин Лёзов (бас; экс-«Арсенал», «Рок-ателье»), Александр Горячев (гитара; экс-«Гулливер», «Бригада С»), Александр («Бах») Бахурец (ударные) и Александр Телегин (он же Александр Кузьмин) (клавишные). После ухода из группы В. Лёзова на бас-гитаре стал играть А. Телегин (Александр Кузьмин, Саня Диегов), которого сменил на клавишных Игорь Лень (экс-«Николай Коперник», «Оберманекен», «Центр»). После короткого репетиционного периода Кузьмин выехал с группой на гастроли. Он успешно гастролировал с этим составом и записывал пластинки, в том числе один из своих лучших альбомов «Слёзы в огне».

### В США
В 1990—1992 годах Кузьмин и «Динамик» продолжили свою карьеру в Калифорнии, где вместе с местными музыкантами выступали в ночных клубах и записали два англоязычных альбома: «Dirty Sounds» и «Crazy about Rock-n-Roll».

### Возвращение в Москву
В конце 1992 года Владимир Кузьмин вернулся в Москву, где восстановил свой аккомпанирующий состав, набрав новых музыкантов, так как почти все участники прежней его группы остались жить в Америке. В 1993 году Кузьмин приступил к гастролям и к записям новых концертных и студийных сольных альбомов, при этом несколько раз меняя состав музыкантов «Динамика» и добиваясь от группы необходимого ему звучания.

## Общественная позиция
С мая 2017 года внесён в украинскую базу «Миротворец».

## Семья
Отец Борис Григорьевич жил в Днепропетровске, приезжал к сыну, ездил с ним на мотоциклах, несмотря на свой преклонный возраст. Погиб в ДТП 30 мая 2013 года на территории Украины в возрасте 85 лет. Мать Наталья Ивановна умерла в 2001 г.
Младший брат — Александр Борисович Кузьмин (30 октября 1961 — 24 марта 2025). Александр Телегин в Динамике 1982—1992 гг. и Саня Диегов (от Сан-Диего) в Америке, был клавишником, бас-гитаристом и звукорежиссёром в группе «Динамик», в 1984 году окончил музыкальное училище имени Глинки в Днепропетровске по классу гобоя и по специальности дирижёр оркестра, жил в Сан-Диего с 1992 года (остался во время гастролей «Динамика» в США), музыкант, певец, композитор и поэт-песеник, имеет свою студию звукозаписи «Секс(т)-Аккорд», где выпускал свои и брата альбомы, с 2020 г. был женат на Наташе Кузьминой (-Васиной, творческий псевдоним НаташА Кузьмина: поэтесса, член российского авторского общества, соавтор песен, исполнителей песен, продюсер и концертный директор), есть дети в России и в Америке — Сюзанна Кузьмина (род. 1985), Василий Кузьмин (род. 1988), Варвара Кузьмина (род. 1992), Габриэль Кузьмин (род. 1992). В 2010 году вернулся в Россию (Москва), где и проживал до конца жизни. Александр записывал сольные и дуэтные песни с женой Наташей, гастролировал, являлся автором песен брата Владимира Кузьмина, Николая Баскова, Александра Кальянова, Оскара Кучеры, Ярослава Сумишевского и других. Скончался 25 марта 2025 года.
Младшая сестра Ирина живёт в Москве.

### Жёны
Владимир Кузьмин был женат 6 раз.
Его жёнами были: Татьяна Борисовна Артемьева (с 1974 по 1987) — поэтесса, написала тексты к нескольким его песням, в браке родились трое детей.
Был в отношениях с Аллой Пугачёвой.
В 1990 году вступил в брак с американской фотомоделью Келли Керзон.
Состоял в фактическом браке с актрисой Верой Сотниковой (с 1993 по 2000).
С 2001 по 2018 был женат на Екатерине Трофимовой (род. 18 июня 1982). После 17 лет брака с Екатериной Трофимовой экс-супруги официально объявили о разводе. В 2019 году Кузьмин и Трофимова объявили о воссоединении.
С 29 сентября 2020 года Владимир Кузьмин вновь официально женат на Екатерине Кузьминой.

#### Дети
У Владимира Кузьмина родилось пятеро детей: Елизавета Кузьмина (1977—2002), Степан Кузьмин (1983—2009), Соня Кузьмина (1985, известна также как Соня Цветомузыка) — участница телепроекта «Фабрика звёзд-3», иногда выступает в эстрадных концертах совместно с отцом, внебрачные дети — Марта Кузьмина (1986) от Ирины Мильциной и Николь (1987) от мулатки из Ростова-на-Дону Татьяны Муинго, бывшей поклонницы Кузьмина. Есть также приёмный сын Никита Кузьмин (1987, сын Татьяны Артемьевой от другого мужчины) — работает дизайнером.
13 декабря 2002 года Елизавета Кузьмина была убита в собственной квартире в Москве своим же знакомым. 18 октября 2009 года в Москве погиб Степан Кузьмин, который во время пожара, вспыхнувшего в его квартире, расположенной на 18-м этаже, попытался спастись, перейдя по карнизу к соседям, но не удержался и сорвался вниз.
Приёмный сын певца Владимира Кузьмина — Никита Кузьмин стал фигурантом крупной аферы, ущерб от которой составил не менее 50 млн долларов США. Прокуратура Южного округа Нью-Йорка предъявила Никите Кузьмину и его сообщникам обвинения в компьютерном мошенничестве, незаконных финансовых операциях и отмывании денег. В пресс-релизе нью-йоркского офиса ФБР от 23 января 2013 года сообщалось, что максимальный срок по совершённой им совокупности преступлений составляет 95 лет тюрьмы. В итоге Никиту Кузьмина, оказавшего «значительную помощь» следствию, приговорили к трём годам тюрьмы и 7 миллионам долларов штрафа и освободили в зале суда, так как он отбыл этот срок, пока шло следствие.

## Награды и достижения
Почётные звания:

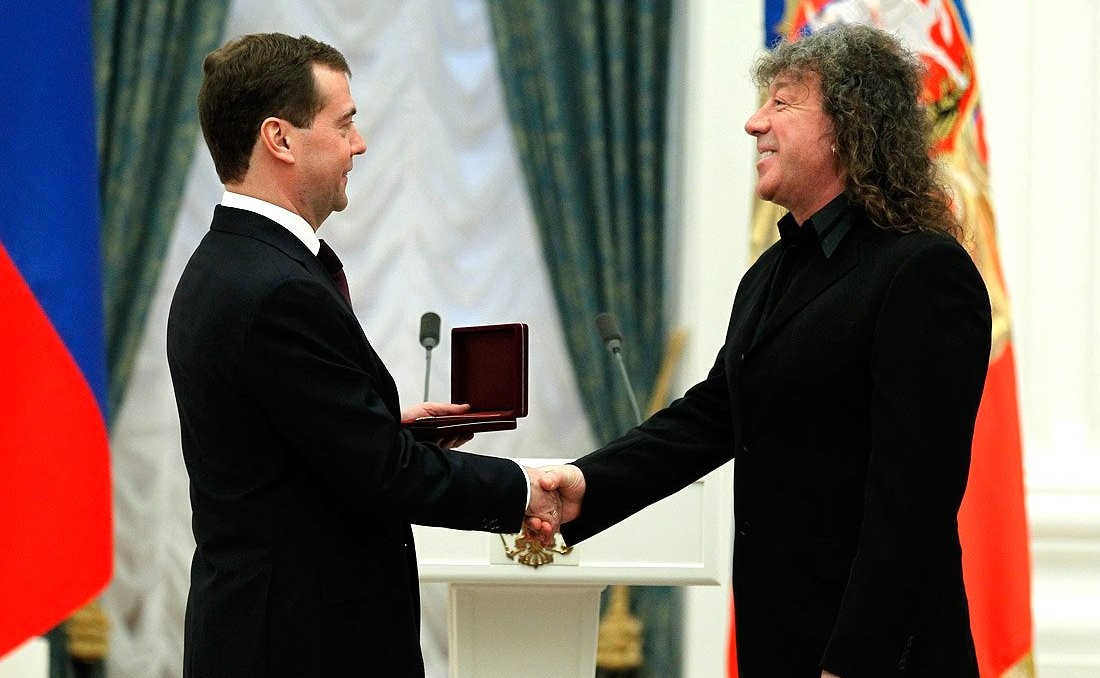
Вручение документов, удостоверяющих звание «Народный артист России»

- Заслуженный артист Российской Федерации (2002) — за большие заслуги в области искусства[49].
- Народный артист Российской Федерации (2011) — за большие заслуги в области музыкального искусства[4].

Другие награды, премии и общественное признание:
- Кавалер орденов «Служение Искусству», «Во Славу Отечества», «За Милосердие»[50].
- 1986 — лауреат Песни-86 (дуэт с Аллой Пугачёвой «Две звезды»).
- 1988 — лауреат Песни-88 (песня «Капитан»).
- 1996 — Премия «Золотой граммофон» (песня «Семь морей»).
- 1999 — Премия «Песня года» (песня «Я не забуду тебя»).
- 2000 — Премия «Золотой граммофон» (песня «Пороги»).
- 2003 — Премия «Золотой граммофон» (песня «Сказка в моей жизни»).
- 2004 — Премия «Песня года» (песня «730 дней в году»).
- 2005 — Премия «Песня года» (песня «Огонёк»).
- 2006 — Премия «Песня года» (песня «Ты для меня всё»).
- 2012 — Премия «Человек года» (Украина) — международная премия в области культуры и искусства (песни «Сказка в моей жизни» и «Я не забуду тебя никогда»).
- 2014 — Премия «Music Box» (песня «Танцплощадка»).
- 2018 — Премия «Песня года» (песня «Дикий мёд»).

Участие в промежуточных выпусках фестиваля «Песня года»
- 1985 — песня «Простой сюжет».
- 1988 — песня «Белые кони».
- 1988 — песня «Капитан».
- 1994 — песня «Я не забуду тебя».
- 1999 — песня «Баллада о королеве».
- 2003 — песня «Сказка в моей жизни».
- 2004 — песня «Сказка в моей жизни».
- 2004 — песня «730 дней в году».

## Дискография
Об альбомах группы «Карнавал», записанных ранее (в 1981—1982 годах) с участием Владимира Кузьмина, см. в статье Карнавал (группа).
Динамик
- 1982 — Динамик I
- 1982 — Динамик II
- 1983 — Возьми с собой
- 1984 — Чудо-сновидения
- 1985 — Музыка телеграфных проводов

Центр
- 1983 — Стюардесса летних линий

Сольно
- 1985 — Голос
- 1985 — Моя любовь
- 1986 — Пока не пришёл понедельник
- 1987 — Ромео и Джульетта
- 1988 — Смотри на меня сегодня
- 1989 — Слёзы в огне
- 1991 — Dirty Sounds
- 1992 — Crazy About Rock’n’Roll
- 1992 — Моя подруга Удача (My Girlfriend Luck)
- 1995 — Небесное притяжение
- 1996 — Семь морей
- 1997 — Две звезды
- 1997 — Грешный ангел
- 1999 — Наши лучшие дни
- 2000 — Сети
- 2001 — Рокер
- 2002 — Рокер-2
- 2003 — О чём-то лучшем
- 2006 — Святой ручей
- 2007 — Тайна
- 2012 — End or Fin (Диск 1 Эпилог)
- 2013 — End or Fin (Диск 2 Организм)
- 2013 — End or Fin (Диск 3 Интерферон)
- 2014 — Ангелы-мечты
- 2014 — Озаренье (раритетные студийные записи 1984—1985)
- 2017 — Рокер-3 / Закрытие сезона
- 2018 — Вечные истории. Collection
- 2019 — «Дурная репутация»[51]
- 2020 — «Я — твой рок-н-ролл»
- 2020 — «Мне одиноко, детка»
- 2021 — «Махагон»
- 2022 — «Дух в моей гитаре»
- 2025 — «Десять новых песен о любви»

## Песни

### Автор песен (каверов) других исполнителей
- Внезапный тупик (В. Кузьмин — И. Кохановский) — Александр Барыкин; Дмитрий Маликов
- До свидания (В. Кузьмин) — Алексей Глызин
- Душа (Невольница Желтой Земли) (В. Кузьмин) — Валерия
- Если пойдём вдвоём (Ю. Антонов — В. Кузьмин) — Юрий Антонов
- Зачем уходишь ты? (В. Кузьмин) — Полина Гагарина
- Звёздный карнавал (А. Барыкин — В. Кузьмин) — Александр Барыкин
- Золотая карусель [Эти белые цветы] (В. Кузьмин — Т. Артемьева) — Алла Пугачева; Интоксикация; Владимир Пресняков; Софья Кузьмина
- Когда меня ты позовёшь (В. Кузьмин) — Алла Пугачева
- Коломбина (В. Кузьмин) — Валерий Леонтьев
- Ливень (В. Кузьмин) — Александр Иванов
- Лед слезы льет (В. Кузьмин) — Александр Малинин
- Мама, я попал в беду (муз. В. Кузьмина) — Symphony orchestra Wolf Gorelic
- Моя любовь (В. Кузьмин — Т. Артемьева) — Татьяна Буланова
- Моя соперница — гитара (В. Кузьмин — Т. Артемьева) — Алла Пугачева
- Надо же (В. Кузьмин) — Алла Пугачева; Светлана Лобода; А-Студио
- Найди меня (В. Кузьмин) — Марина Хлебникова
- Не уезжай (В. Кузьмин — Т. Артемьева, В. Кузьмин) — вокал Игорь Иванов, Николай Носков
- Небеса (В. Кузьмин) — Диана Арбенина
- Нет, я не верю (В. Кузьмин) — Григорий Лепс
- Пороги (В. Кузьмин) — Тамара Гвердцители
- Пристань твоей надежды (В. Кузьмин) — Интарс Бусулис
- Птица певчая (В. Кузьмин) — Алла Пугачева; Ольга Кормухина
- С тобой и без тебя (В. Кузьмин — Т. Артемьева) — Алла Пугачева
- Семь морей (В. Кузьмин) — Александр Маршал
- Сибирские морозы (В. Кузьмин) — Emin
- Симона (В. Кузьмин) — Сергей Мазаев
- Снится мне маленький город (В. Кузьмин) — Сергей Крылов
- Тоска (В. Кузьмин) — Игорь Тальков
- Этот парень с гитарой (В. Кузьмин) — Алла Пугачева
- Я знаю теперь (А. Барыкин, В. Кузьмин — И. Кохановский) — Александр Барыкин
- Я играю для вас (А. Барыкин — В. Кузьмин) — Александр Барыкин
- Я не Казанова (В. Кузьмин) — Сосо Павлиашвили

### Вокалист в песнях чужого авторства
- Больше не встречу (В. Матецкий — И. Кохановский) — Рок-группа «Карнавал»
- Две звезды (И. Николаев) — дуэт Алла Пугачева и Владимир Кузьмин
- Заветный камень (Б. Мокроусов — А. Жаров) — Концерты «Песни Победы»
- Знак зодиака — крыса (В. Пресняков (ст.) — В. Сауткин) — альбом «Гороскоп»
- Королева красоты (А. Бабаджанян — А. Горохов) — альбом «Старые песни о главном. Постскриптум»
- Мир надежд моих (В. Матецкий — И. Кохановский) — Рок-группа «Карнавал», альбом «Супермен»
- Пустое слово (В. Кузьмин, В. Матецкий — И. Кохановский) — Рок-группа «Карнавал», альбом «Супермен»
- Ты не печалься (М. Таривердиев — Н. Добронравов)
- Я к тебе не подойду (Д. Тухманов — Л. Дербенев, И. Шаферан)
- Яростный стройотряд (А. Пахмутова — Н. Добронравов) — В составе ВИА «Надежда»
- Abracadabra (из репертуара группы «Steve Miller Band»)
- And I Love Her (из репертуара группы «The Beatles»)
- Back In the USSR (из репертуара группы «The Beatles»)
- Don’t Let Me Down (из репертуара группы «The Beatles»)
- I Saw Her Standing There (из репертуара группы «The Beatles»)

### Неизданное
- Before You Accuse Me (Take A Look At Yourself)
- Catfish Blues
- I Wish I Had a Star[52]
- Gli Innamorati (дуэт с Умберто Тоцци)
- Goodbye, America
- River [Proud Mary]
- Russian Boys[53]
- Save Me Tonight
- Shake Your Body
- В лабиринтах любви (из к/ф «Танцы на крыше»)
- Далекий гром (ст. Г. Клевко)
- Дорога
- Когда вокруг одни враги
- Кони (винил «Созвездие талантов»)
- Маленький дьявол
- Нам нужен мир (дуэт с Аллой Пугачёвой)
- Похожа на мечту [Чертеж на столе]
- Присутствие любви (инструментал)
- Я — мастер

### Видеоклипы
- 1985 — Чудо-сновидения
- 1985 — Моя любовь
- 1986 — Только ты и я
- 1986 — Я возвращался домой
- 1986 — Симона
- 1986 — Две звезды (Дуэт с Аллой Пугачёвой)
- 1987 — Ромео и Джульетта
- 1989 — Когда меня ты позовёшь
- 1989 — Пионер Федотов Митя
- 1990 — Душа (Невольница Жёлтой Земли)
- 1990 — Как ты живёшь без меня?
- 1991 — California Rain
- 1995 — Эй, красотка!
- 1995 — Глаза с огоньком
- 1995 — Я не забуду тебя (Сибирские морозы)
- 1995 — Я не Казанова
- 1996 — Семь морей
- 1996 — Если бы ты знала, саундтрек к фильму «Королева Марго»
- 1997 — Моя любовь (Pure House Mix)
- 1997 — Осень нашей любви
- 1999 — Зачем уходишь ты?
- 2000 — Королева красоты (Старые песни о главном. Постскриптум)
- 2001 — Небеса
- 2003 — Четыре дня мечты
- 2003 — О чём-то лучшем
- 2017 — Сибирские морозы (feat Emin)
- 2019 — Сексуальный маньяк
- 2020 — Одноглазый Джон (Пират)

## Комментарии
1. ↑  Людмила Шабина считала (видимо, ошибочно), что Кузьмин сменил в «Надежде» ушедшего из ансамбля гитариста Вячеслава Семёнова (см.: Котлячков Сергей. Мне было интересно этим заниматься!: [Интервью с Людмилой Шольц]. Вокально-инструментальная эра (апрель 2014). Дата обращения: 26 января 2017.).
2. ↑  Алексей Кондаков, забывший название кузьминской песни, ошибочно называл её в позднем интервью «Прощай» — видимо, путая её с песней Вячеслава Добрынина и Леонида Дербенёва, которую также исполнял Игорь Иванов.